# Pueblo Marini
Pueblo Marini es una localidad argentina ubicada en el departamento Castellanos de la provincia de Santa Fe. Se encuentra sobre la ruta provincial 22, 50 km al norte de San Francisco.
Se desarrolló sobre una estación de ferrocarril de un ramal hoy levantado. La localidad carece de servicios básicos como agua potable, iluminación o recolección de residuos.

## Población
Cuenta con 217 habitantes (Indec, 2010), lo que representa ningún cambio frente a los 217 habitantes (Indec, 2001) del censo anterior.
| Gráfica de evolución demográfica de Pueblo Marini entre 1991 y 2010 |
|                                                                     |
| Fuente: Censos nacionales del INDEC                                 |